# Jack McCloskey
John William McCloskey, detto Jack (Mahanoy City, 19 settembre 1925 – Savannah, 1º giugno 2017), è stato un cestista, allenatore di pallacanestro e dirigente sportivo statunitense, professionista nella NBA.

## Palmarès

### Giocatore
- Campione EPBL (1949)
- 2 volte EPBL Most Valuable Player (1953, 1954)

### General Manager
- Campionato NBA: 2

Detroit Pistons: 1989, 1990